# M/S Mega Smeralda
M/S Mega Smeralda är ett passagerarfartyg som ägs av företaget Corsica Ferries och trafikerar linjen Toulon - Korsika. Fartyget byggdes 1985 som M/S Svea för Silja Line. Sedan dess har hon hetat Silja Karneval och medan hon ägdes av Color Line Color Festival.

## Historia

### 1985-1994: Silja Line

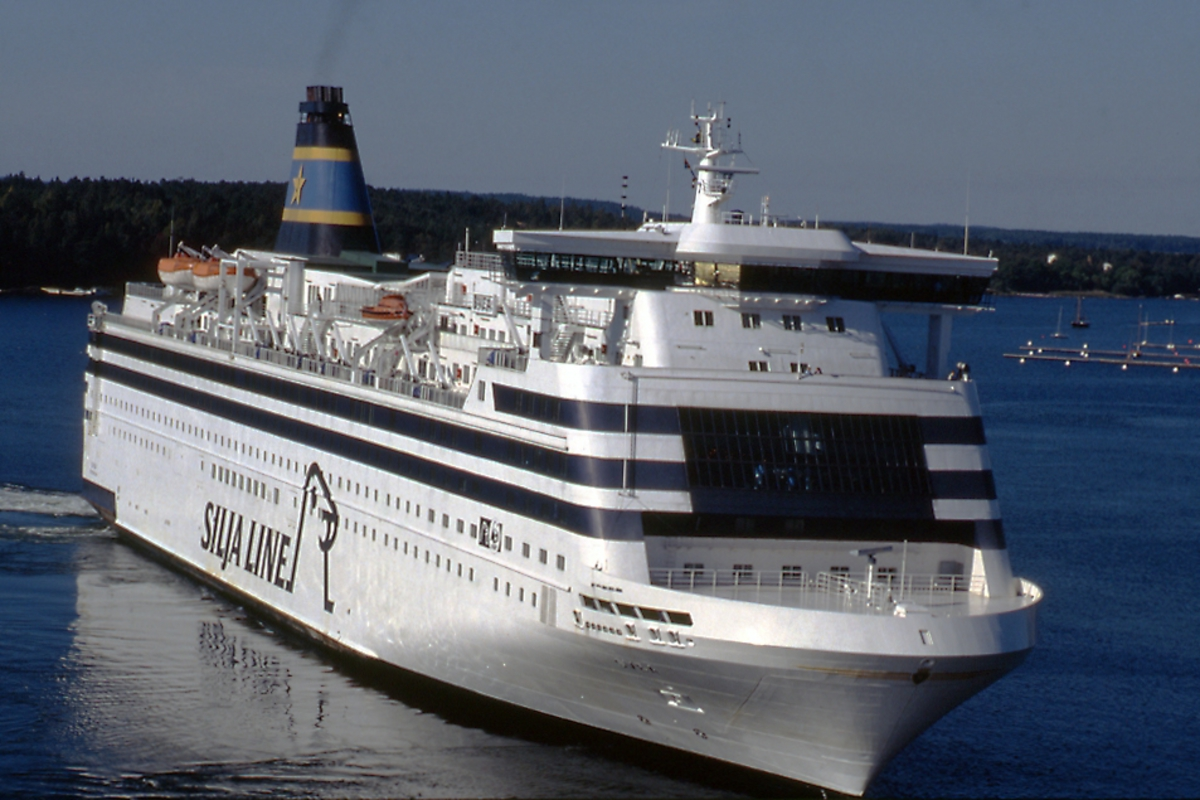
Fartyget som M/S Svea

Fartyget beställdes av FÅA 1983, men kontraktet överläts till partnern Johnson Line, som 1981 avvecklat Stockholms Rederi AB Svea och själva övertagit partnerskapet i Silja Line.
Fartyget fick namnet M/S Svea efter leverans från Wärtsilä i Helsingfors maj 1985. M/S Svea och det 1986 till FÅA levererade systerfartyget M/S Wellamo sattes in på linjen Stockholm-Mariehamn-Åbo.
Man planerade i slutet av 1980-talet att bygga järnvägsspår på bildäck för att göra det möjligt för fartyget att transportera tåg, men det genomfördes aldrig. I början av 1990-talet byggdes fartyget delvis om, bland annat byggdes skybaren som är belägen för om skorstenen, och fartyget återinsattes 1992 på samma linje som tidigare under det nya namnet Silja Karneval. År 1994 såldes hon till Color Line.

### 1994-2007: Color Line

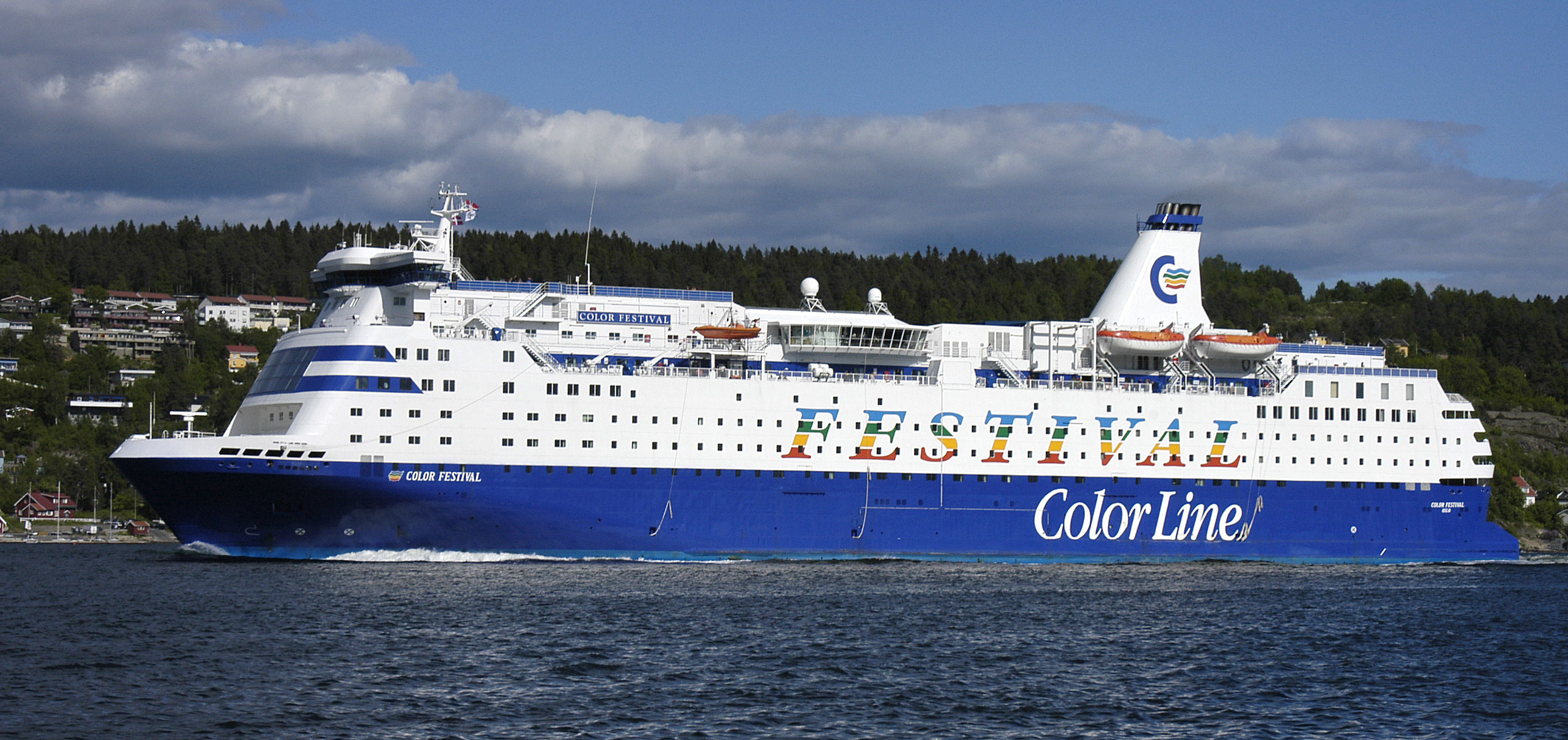
Fartyget som M/S Color Festival.

Efter köpet från Silja Line målades fartyget om på Cityvarvet i Göteborg innan den provanlöpte Fredrikshamn. I april 1994 ankom fartyget till Oslo döptes till Color Festival vartefter det sattes in på sträckan Oslo - Hirtshals. I april 2006 ändrades sträckan till Oslo-Fredrikshamn vilken fartyget trafikerade till januari 2007 då hon såldes till det italienska företaget Corsica Ferries.

### 2007-Idag: Corsica Ferries
Fartyget övertogs i Fredrikshamn där det fick det nya namnet Mega Smeralda vartefter det avgick till Perama i Grekland för ombyggnad. Därefter sattes fartyget in på linjen Civitavecchia/Livorno-Bastia/Golfo Aranci där det gick i ett halvår tills hon i november 2008 sattes in på linjen Toulon-Korsika.